# 武原英子
武原 英子（たけはら えいこ、1946年5月21日 - 1996年12月18日）は、日本の女優。本名、錦野 英子。旧姓名は芸名と同じ。
大阪府堺市生まれ。大阪府河内長野市出身。大阪府立河南高等学校卒業。星野事務所、浜田事務所、エーワンなどに所属していた。
夫は、歌手・タレントのにしきのあきら。

## 来歴・人物
高校時代の友人に薦められたことで演技に興味を抱き、1966年に大阪の劇団「新世界」に入団する。
1967年、NHKのテレビドラマ『素顔の青春』でデビュー。その後は大阪制作のドラマを中心に活動する。
次第に清楚なイメージが注目されて、1970年のナショナルゴールデン劇場『北条政子』（NET）で東京制作のドラマに初出演。当時の紹介記事では「関西では本格的なドラマが少なかったので、時代劇のスタジオドラマは以前から出たいと思っていました」と述べている。本作のディレクターから演技の正確さが評価されて、引き続きナショナルゴールデン劇場の『だいこんの花』にレギュラー出演する。
以後、『関東テキヤ一家 浅草の代紋』（1971年）、『麻薬売春Gメン 』（1972年）などの映画や、『火曜日の女』（1971年）などのテレビドラマに出演する。
1980年に、にしきのあきらと結婚し二女を儲け、育児に専念するために芸能活動を休止するが、1988年に芸能活動を再開。その一方、化粧品販売会社の営業本部長も兼任していた。
1996年12月18日、乳がんのため死去、50歳没。
特技は琴、油絵、スキー。

## 出演

### テレビドラマ
- 素顔の青春（1967年、NHK） ※デビュー作
- 道頓堀 （1968年、YTV）
- カツドウ屋一代 （1968年、MBS）
- 帰って来た用心棒 第32話「失踪」（1969年、NET）
- 素浪人 花山大吉（NET / 東映） 
  - 第25話「笑う機械がこわれていた」（1969年） - 大地主の娘・お梅
  - 第59話「女ごころに弱かった」（1970年） - 茶店の娘・おとき
- 銭形平次（CX）
  - 第126話「錦絵秘文」（1968年） -  お葉
  - 第151話「振袖が泣いている」（1969年） - お春
  - 第479話「ある愛の終り」（1975年） -  お直
  - 第642話「こころの叫び」（1978年） -  おさよ
- ポーラテレビ小説 パンとあこがれ （1969年、TBS）
- 水戸黄門（TBS）
  - 第1部 第17話「人情喧嘩そば -岡山-」（1969年） - お辻
  - 第2部 第17話「縄張り荒らし -新潟-」（1971年） - お小夜
  - 第3部 第17話「二つに別れた黄門主従 -堺-」（1972年） - およう
- 大岡越前 第1部 - 第3部（1970年 - 1973年、TBS） - 加代
- キイハンター 第128話「大脱走は死刑台で始まった」（1970年、TBS）
- 大坂城の女（1970年） - 暁美
- 銀河ドラマ 笑わぬ男 （1970年）
- ナショナルゴールデン劇場（NET）
  - 北条政子（1970年） - 小菊
  - だいこんの花シリーズ（1970年 - 1972年） - 相馬麻子
- おれは男だ!（1971 - 1972年、NTV） - 藤宮先生
- 火曜日の女シリーズ クラスメート -高校生ブルース- （1971年） - 山賀洋子
- 冠婚葬祭入門 （1971年、TBS）
- 徳川おんな絵巻 第49回「悪魔の城」（1971年、KTV） - 小萩
- 泣くな青春（1972年、CX / 東宝） - 有村先生
- 大いなる旅路（1972年、NTV）
- 紫頭巾事件帖 第17話「岡っ引き殺人事件」（1972年、12ch / 松竹） - お稲
- 怪談 第5話「怨霊まだら猫」（1972年、MBS）- お雪
- 隼人が来る 第21話「黒い罠」（1973年、CX / 東映） - お美代
- 眠狂四郎 第20話「紅い唇に狂四郎は死んだ」（1973年、KTV / 東映）
- ぶらり信兵衛 道場破り（1973年 - 1974年、CX） -  おぶん役（シリーズ前半）
- けったいな人びと（1973年 - 1974年、NHK）
- 天下のおやじ（1974年、NTV）
- ご存じ金さん捕物帳 第8話「殺しが結んだ夫婦医者」（1974年、NET / 東映） - 八重
- 太陽にほえろ! （NTV / 東宝） - 小林（岩崎）道代（石塚刑事の恋人）
  - 第122話「信念に賭けろ!」（1974年）
  - 第151話「刑事の妻」（1975年）
  - 第173話「一発で射殺せよ!」（1975年）
  - 第190話「パズル」（1976年）
  - 第200話「すべてを賭けて」（1976年）
  - 第310話「再会」（1978年）
- 座頭市物語 第13話「潮風に舞った千両くじ」（1975年、CX） - お初
- 影同心 第2話「罠かけ殺し節」（1975年、MBS） - おせい
- 必殺仕置屋稼業 第13話「一筆啓上過去が見えた」（1975年、ABC / 松竹） - およね
- 非情のライセンス 第2シリーズ（NET）
  - 第13話「兇悪の噴煙」（1975年） - 林由紀
  - 第72話「兇悪の密告」（1976年） - 荒巻祐子
- 河内まんだら（1977年、NHK） - 千恵子
- 花王 愛の劇場 乱れる（1977年）
- うどん一代（1977年） - 主演・きぬ
- ゴールデンドラマシリーズ Yの悲劇（1978年）
- 江戸の激斗 第1話「壮絶! 遊撃隊」（1979年、CX / 東宝） - おりく
- 新・座頭市 第3シリーズ 第13話「鬼が笑う百両みやげ」（1979年、CX）
- 大江戸捜査網（12ch / 三船プロ）
  - 第159話「喧嘩三味線うすなさけ」（1974年） - 小春
  - 第410話「悪を斬る料理人華麗に参上」（1979年） - 静
- そば屋梅吉捕物帳 第2話「花の吉原遊女の悲恋」（1979年、12ch / 国際放映） - お涼
- 同心部屋御用帳 新・江戸の旋風 第4話「唐丸籠破り」（1980年、CX / 東宝） - お加代
- ライオン奥様劇場 母さんが泣いた日（1981年）
- 木曜ゴールデンドラマ 生きてん、母ちゃん!（1981年、YTV）
- 時代劇スペシャル 血槍富士（1981年）
- 人生双六 塩かげん一代 （1983年）
- 大河ドラマ 徳川家康（1983年、NHK） - 茶阿局
- 眠狂四郎無頼控 第12話「闇の狩人! 少女を食う鬼」（1983年、TX） - おはん
- 残照の中から（1983年4月3日、NHK）
- あによめ（1986年、THK）
- 部長刑事 第1531話「張り込み・古都で待つ女」（1988年、ABC）
- 土曜ドラマ 病院（1996年、NHK）  ※遺作

遠山の金さん　第15話　哭くな南蛮鳥！！おちよ

### 映画
- 兄弟仁義 関東兄貴分 （1967年） - おきね
- 極悪坊主 （1968年） - 光江
- 極悪坊主 人斬り数え歌 （1968年） - おけい
- 現代やくざ 与太者の掟 （1969年） - 勝又百合
- 高校さすらい派 （1970年） - 松原和子
- 関東テキヤ一家 天王寺の決斗 （1970年） - 国丸小夜子
- 遊侠列伝 （1970年） - お絹
- 博徒仁義 盃 （1970年） - お雪
- 関東テキヤ一家 浅草の代紋 （1971年） - 直美
- 喜劇 花嫁戦争 （1971年） - 向井礼子
- 麻薬売春Gメン （1972年） - 菊地冴子
- 人魚がくれたさくら貝 （1980年） - 母・鈴枝

### 演劇
- 鶴田浩二特別公演「飛車角と吉良常」

### その他のテレビ番組
- あなたは名探偵（1970年） - 川崎敬三とともに司会
- 2時のワイドショー - 司会

### CM
- 大正製薬 （パブロン・2代目）
- 東川建設  (1982年、長崎ローカル）

## 受賞歴
- エランドール新人賞 （1970年）